# Hiéroglyphe égyptien M14
Les papyrus et naja, en hiéroglyphes égyptiens, sont classifiés dans la  section M « Arbres et plantes » de la liste de Gardiner ; cet hiéroglyphe y est noté M14.

## Représentation
Il représente la combinaison en monogramme d'un naja (hiéroglyphe I10) et d'une tige de papyrus (hiéroglyphe M13). Il est translittéré wȝḏ ou w(ȝ)ḏ.

## Utilisation
| M13 |

| M13 |

| I10 |

| I10 |

| I10 |

| I10 |

## Exemples de mots
| M14 |

| M14 |

| M14 | W | Y1 · Z2 |

| M14 | W | Y1 · Z2 |

| M14 | i | i | t · pr |

| M14 | i | i | t · pr |